# Rue Poissonnière
Pour les articles homonymes, voir Poissonnière.
La rue Poissonnière est une voie du 2e arrondissement de Paris, dans les quartiers du Mail et de Bonne-Nouvelle.

## Situation et accès
On accède à la rue par les stations de métro :
- Bonne-Nouvelle (lignes 8 et 9) ;
- Sentier (ligne 3).

## Origine du nom
Elle porte ce nom car cette route, qui menait à Dieppe et à Rouen, fut utilisée jusqu'en 1850 pour le transport du poisson et des produits de la marée. 

## Historique

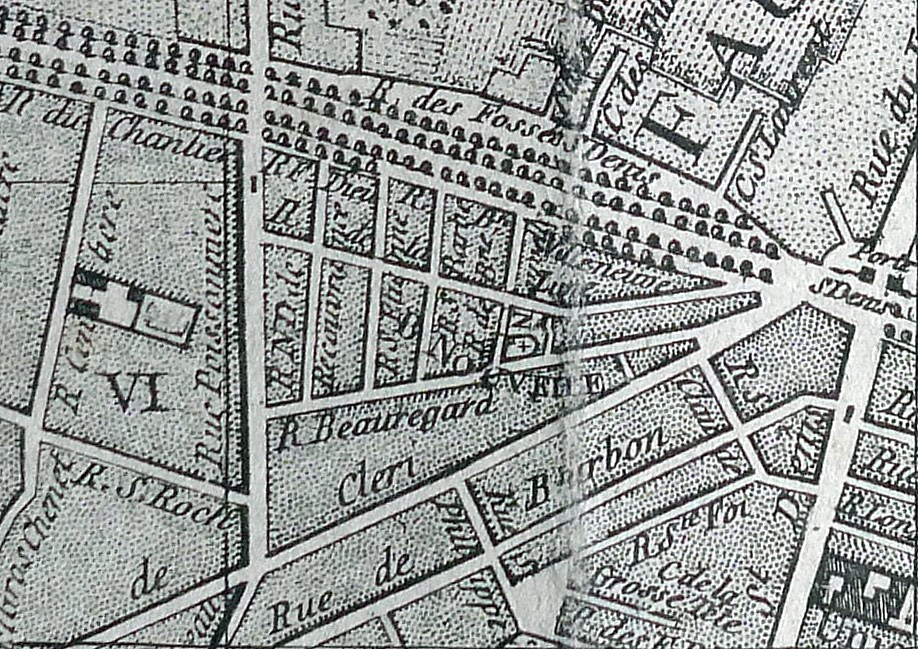
Quartier de Bonne-Nouvelle en 1760 (plan de Vaugondy).

Jusqu'au XVe siècle, le site n'est pas vraiment habité, faisant partie de l'ancien « Clos-aux-Halliers » : le terrain est marécageux, car correspondant à l'ancien bras mort de la Seine.
Un chemin venant de Paris traversait le site, portant les noms de « chemin de la Vallée-aux-Voleurs » (au XIIIe siècle), puis de « chemin du Val-Larroneux » (larron signifie « voleur ») et « du champ-aux-Femmes » (la prostitution n'était surveillée qu'à l'intérieur de l'enceinte, d'où le déménagement de nombre de ces dames en dehors).
Quand une nouvelle muraille est construite au XIVe siècle (la rue d'Aboukir correspond au pied du mur, côté campagne), l'actuelle rue Poissonnière est juste devant les fossés (la rue de Cléry) correspond au chemin de ronde au-devant des fossés entre les portes Montmartre et Saint-Denis.
Lorsqu'une ligne de bastions est aménagée (le boulevard Poissonnière correspond à l'emplacement du fossé) au XVIe siècle un peu plus au nord de l'enceinte médiévale, avec une poterne dite « de la Poissonnerie » la traversant (percée en 1645, rebaptisée en 1685 « porte Sainte-Anne » en l'honneur d'Anne d'Autriche et détruite en 1715), les terrains bordant la rue se retrouvent dans Paris et commencent à se bâtir. La rue est complètement bordée de maisons à la fin du XVIIe siècle.
Son nom actuel de « rue Poissonnière » lui a été donné au XVIIe siècle sous le nom de « rue des Poissonniers et rue des Poissonnières », car cette rue est un segment de l'axe emprunté par les chasse-marée à partir des ports de la partie septentrionale de la Manche, notamment Boulogne-sur-Mer, Étaples, Berck, Saint-Valery-sur-Somme, Le Tréport et Dieppe, à Paris par l'ancienne nationale 1, et parfois appelé « chemin des Poissonniers ». La rue se prolonge d'ailleurs jusqu'aux Halles par les rues des Petits-Carreaux et Montorgueil.
Le poisson voyageait de nuit, en droiture (sans arrêt), et ce jusqu'en 1848, date de l'inauguration de la ligne ferroviaire reliant Boulogne-sur-Mer à Paris.

## Bâtiments remarquables et lieux de mémoire
- No 10 : à cette adresse vivait Mayer Szyndelman déporté dans le premier convoi de la déportation des Juifs de France. Il survécut à Auschwitz.
- No 18 (à l’ angle des rues Beauregard, Poissonnière et Notre-Dame-de-Recouvrance) : ancien hôtel particulier, dit hôtel de La Faille, construit entre 1730 et 1737 par l’architecte Pierre Vigné de Vigny, surélevé ultérieurement[2].
- No 24 : ici est né en 1795 l'ingénieur et député Achille Chaper[3].

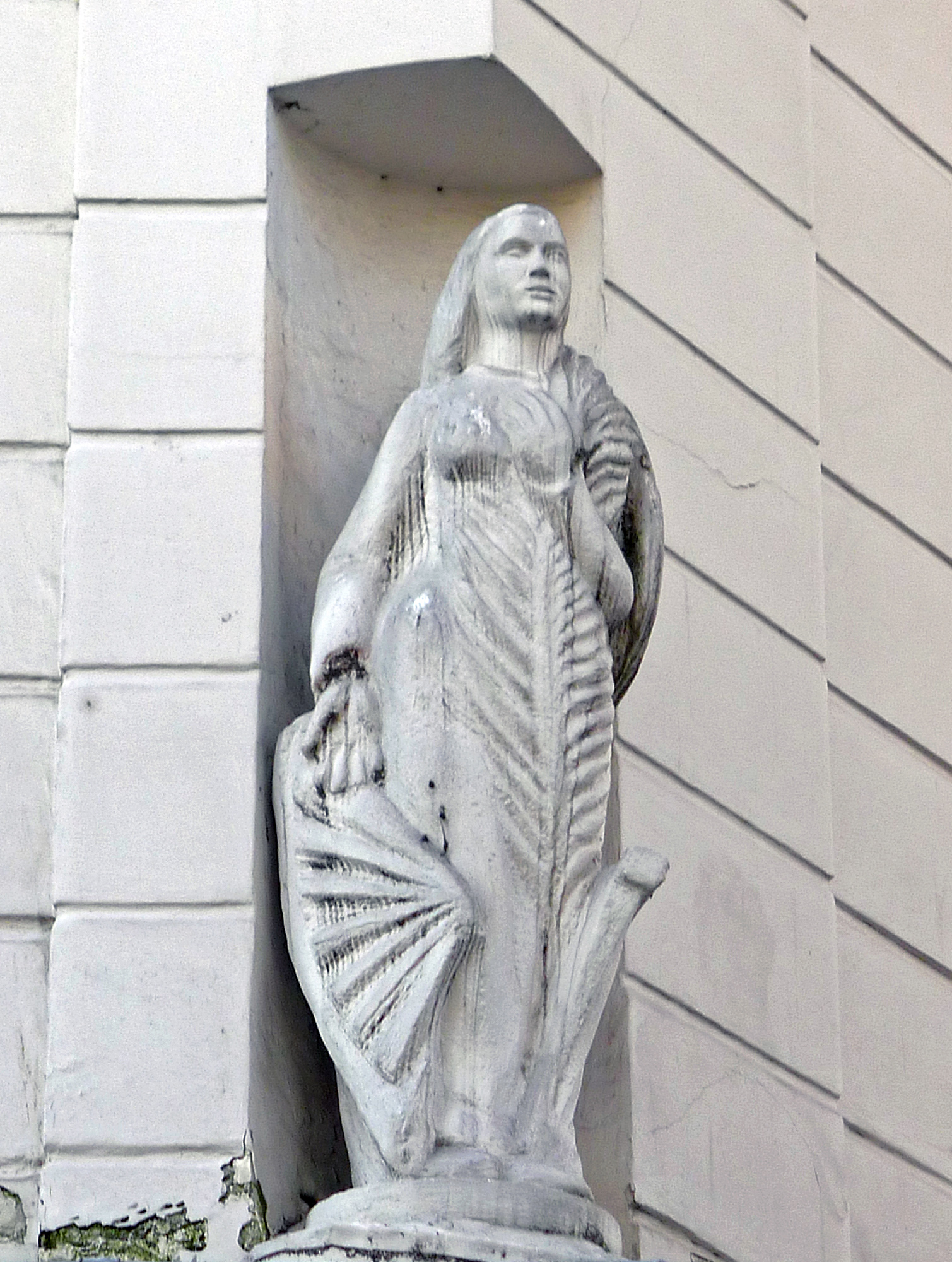
No 1 : niche avec statue de sainte Catherine.
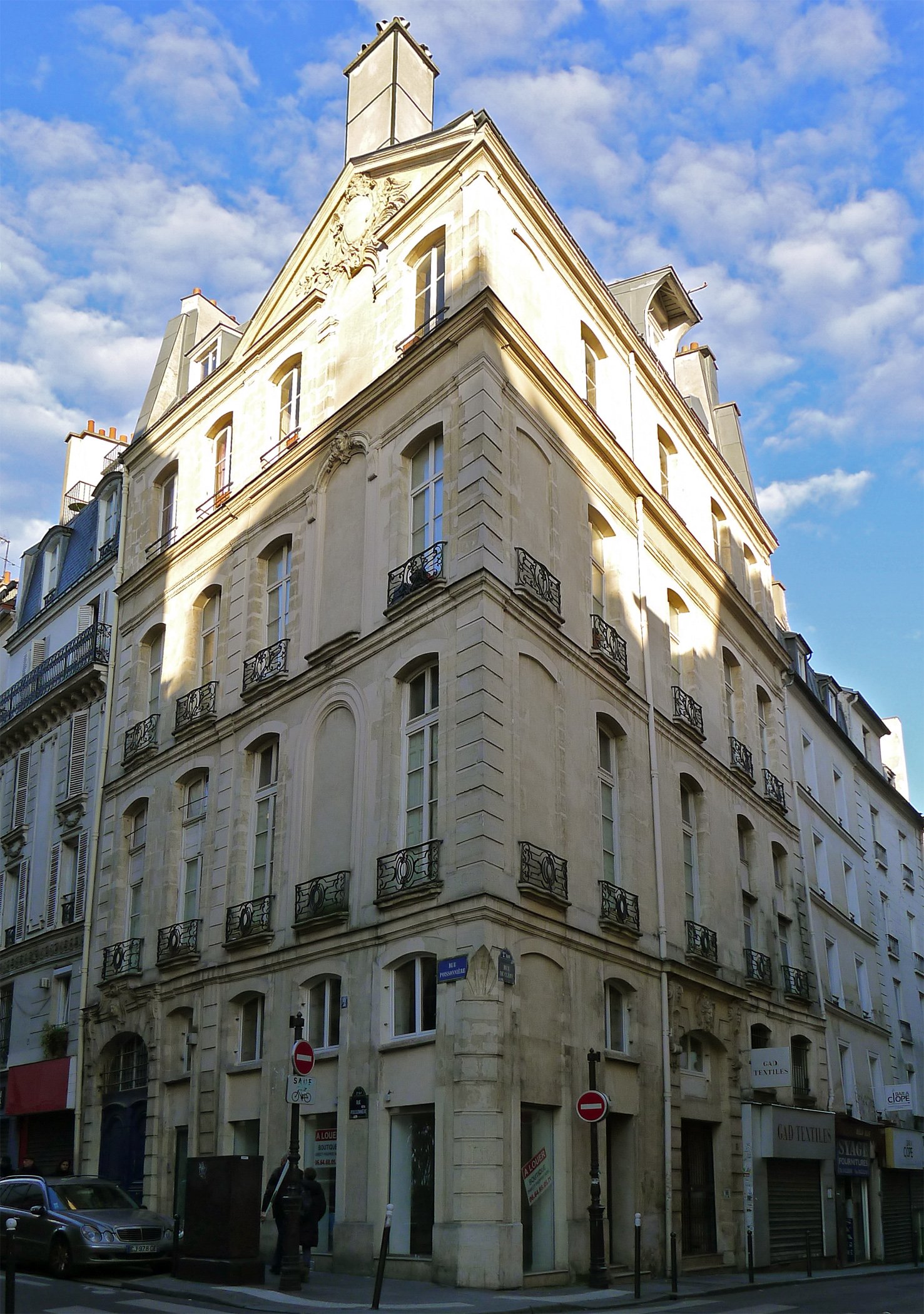
No 2 : hôtel de Noisy inscrit aux M.H.
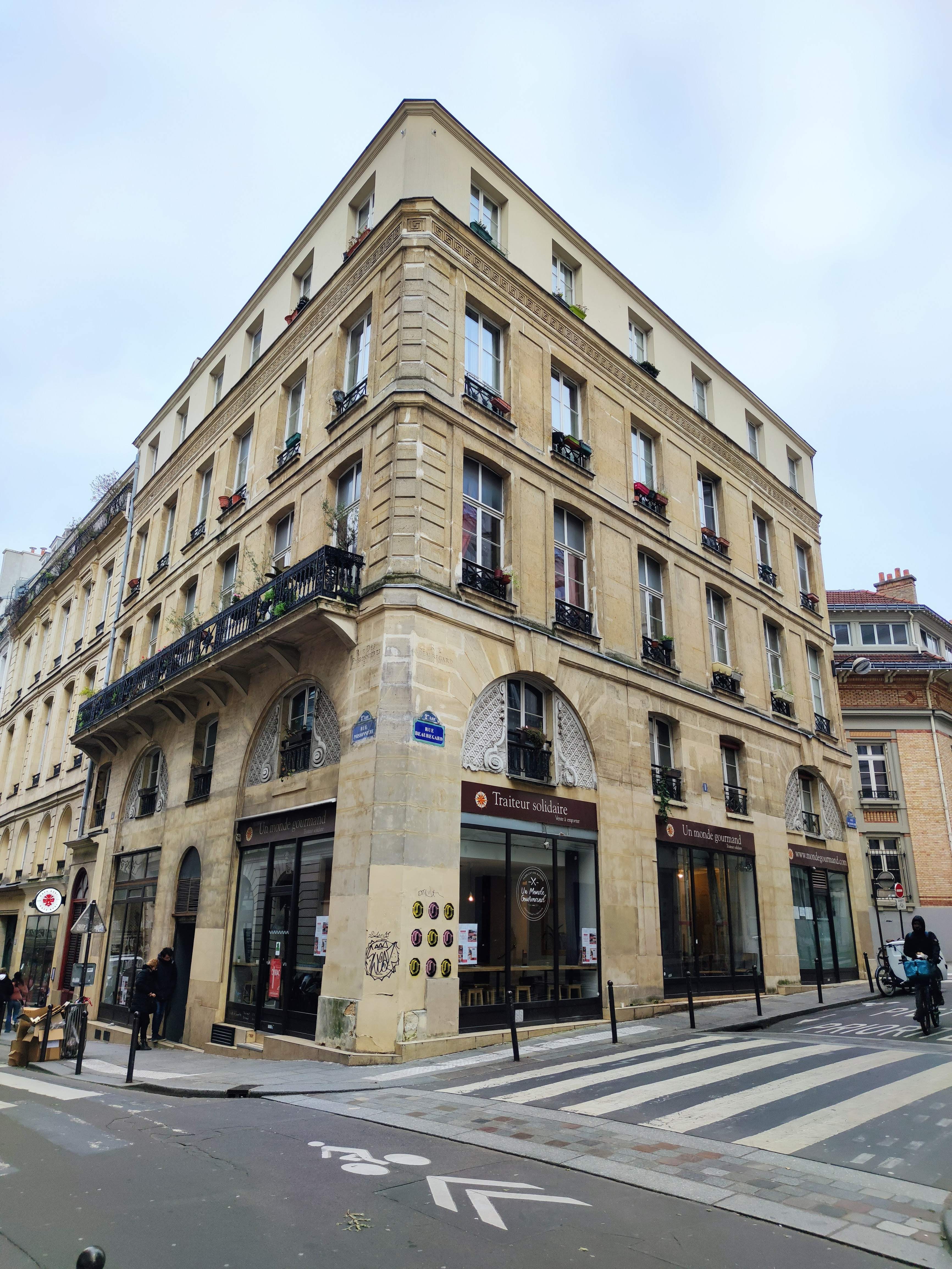
No 18 : à l'angle des rues Poissonnière et Beauregard.

## Pour approfondir